# Tschechischer/Tschechoslowakischer Werkbund
Der Tschechische Werkbund (Svaz Českého Díla, SČD) wurde 1913/1914 im Zuge der gesellschaftlichen Veränderungen der Moderne nach dem Vorbild des Deutschen Werkbunds (DWB) und des Österreichischen Werkbunds (ÖWB) gegründet. Ziele waren eine Veredelung der kunstgewerblichen und industriellen Produkte gemäß einer charakteristisch tschechischen Herstellungsweise in Rückbesinnung auf die Arts and Crafts-Bewegung sowie die gestalterische Bildung.

## Geschichte
Bis zur Gründung des Tschechischen Werkbunds waren die Interessen der böhmischen Länder von Vertrauensleuten aus Böhmen, Mähren und Schlesien im ÖWB vertreten worden. Initiator der Gründung des SČD war der Architekt Jan Kotěra. Unter den 25 Gründungsmitgliedern fanden sich Architekten und Künstler wie Josef Gočár, Dušan Jurkovič, Celda Klouček, Emil Králik, František Kysela, Otakar Novotný, Jiři Stibral und Joža Uprka, Unternehmer wie der Keramikproduzent Emil Sommerschuh und der Verleger Jan Štenc sowie Politiker wie Ferdinand von Lobkowitz und der Ökonom Rudolf Hotowetz. Der Tschechische Werkbund war auf der Kölner Werkbundausstellung 1914 vertreten.
Während des Ersten Weltkriegs wurde die Arbeit des Werkbunds unterbrochen. Am 13. Oktober 1920 wurde er als Tschechoslowakischer Werkbund (Svaz Československého Díla, SČSD) wiedergegründet. Eine personelle Verzahnung zwischen Werkbund und Staatsverwaltung machten den SČSD zum wichtigen Organisator tschechoslowakischer Kultur. Dem Werkbund wurde die Verantwortung für die tschechoslowakischen Kunstgewerbeausstellungen übertragen. Der SČSD erreichte Anfang der 1930er-Jahre während der Vorbereitung der Baba-Bauausstellung knapp 500 Mitglieder. Er organisierte die Ausstellungsserie „Tschechoslowakische Architektur und Kunstgewerbe“ (1930–1932). Der Tschechoslowakischen Werkbund war das Pendant zum Werkbund der Deutschen in der Tschechoslowakei (WDT).
Nach der Besetzung der Sudetendeutschen Gebiete schrumpfte der Verein auf den tschechischen SČD. Dessen Fokus richtete sich auf die regionale Volksarchitektur mit rustikalen Wohnformen und Möbeltypen.
Nach dem Zweiten Weltkrieg schloss sich der SČD dem Zweijahresplan der Regierung Klement Gottwald an. 1948 folgte die Auflösung des Vereins und seine Eingliederung in das Zentrum für Volks- und Kunstproduktion (Ustredi lidove a umélecké vyroby).